# Шмальц, Карл Густав
Карл Густав Шмальц (1775— 7 февраля 1849) — немецкий врач. 
Родился в Гойснице около Цайца. Был врачом в Ломмаче, Кенигсберге, Оберлаузитце и Дрездене, где прожил до конца жизни. Его научные интересы были связаны с диагностикой, хирургией и судебной медициной.
Кроме 103 статей в «Encyklop. Handwörterbuch der gerichtlichen Arzneikunde» (Лейпциг, 1838—1840), он написал труды «Versuch einer med.-chir. Diagnostik in Tabellen» (Дрезден, 1808, 25); «Gerichtsärztliche Diagnostik» (Лейпциг, 1840) и другие работы.